# Mata-rodona (Begues)
El Mata-rodona és una muntanya de 406 metres que es troba entre els municipis de Begues, a la comarca del Baix Llobregat i d'Olivella, a la comarca del Garraf.